# Lenguas semíticas
Las lenguas semíticas o semitas son una subfamilia de la familia de lenguas afroasiáticas. Se desarrollaron sobre todo por Oriente Próximo y el norte y este de África. El término fue utilizado por primera vez en la década de 1780 por miembros de la Escuela de Historia de Gotinga, quienes derivaron el nombre siguiendo la tradición bíblica, según estos textos, Sem era un hijo de Noé, cuyos descendientes serían los pueblos semitas.
Las lenguas semíticas más habladas en el presente son el árabe, el amhárico, el hebreo y el tigriña. La protolengua o grupo de dialectos estrechamente ligados que habría dado lugar a las lenguas semíticas se conoce como protosemítico.

## Historia de la investigación
Los gramáticos judíos notaron similitudes entre el hebreo, el arameo y el árabe ya en la Edad Media.  Cuando se inició el estudio de las lenguas orientales en Europa durante el Renacimiento, los hebraístas cristianos escribieron las primeras aproximaciones a una gramática comparada del semítico, aunque sacaron la conclusión incorrecta de que arameo y árabe eran lenguas mixtas degeneradas que procedían del hebreo, la supuesta lengua del paraíso. Sólo en el siglo XVIII comenzó a prevalecer una perspectiva más nueva, cuando quedó claro que el árabe, aunque mucho más joven que el hebreo y el arameo, tenía rasgos particularmente arcaicos.
Si bien el etíope antiguo era conocido en Europa desde el siglo XVI, otras lenguas que podrían identificarse como semíticas fueron descubiertas desde el siglo XVIII: las lenguas etíopes modernas, el acadio, el árabe antiguo del sur, evidencia epigráfica de lenguas antiguas en Siria  y Palestina y finalmente los dialectos árabe moderno, arameo y nuevo árabe del sur y, tan recientemente como 1928, el ugarítico. El descubrimiento y desarrollo del acadio en particular tuvo consecuencias duraderas para los estudios semíticos, ya que, a pesar de su gran antigüedad, difería mucho de las opiniones de los protosemitas de la época. El eblaita fue la última lengua semítica descubierta en 1975.
En el siglo XIX se descubrieron las relaciones con otras familias lingüísticas de África y, por tanto, con la familia de lenguas afroasiáticas, lo que abrió nuevas perspectivas para la comprensión del semítico.

## Historia

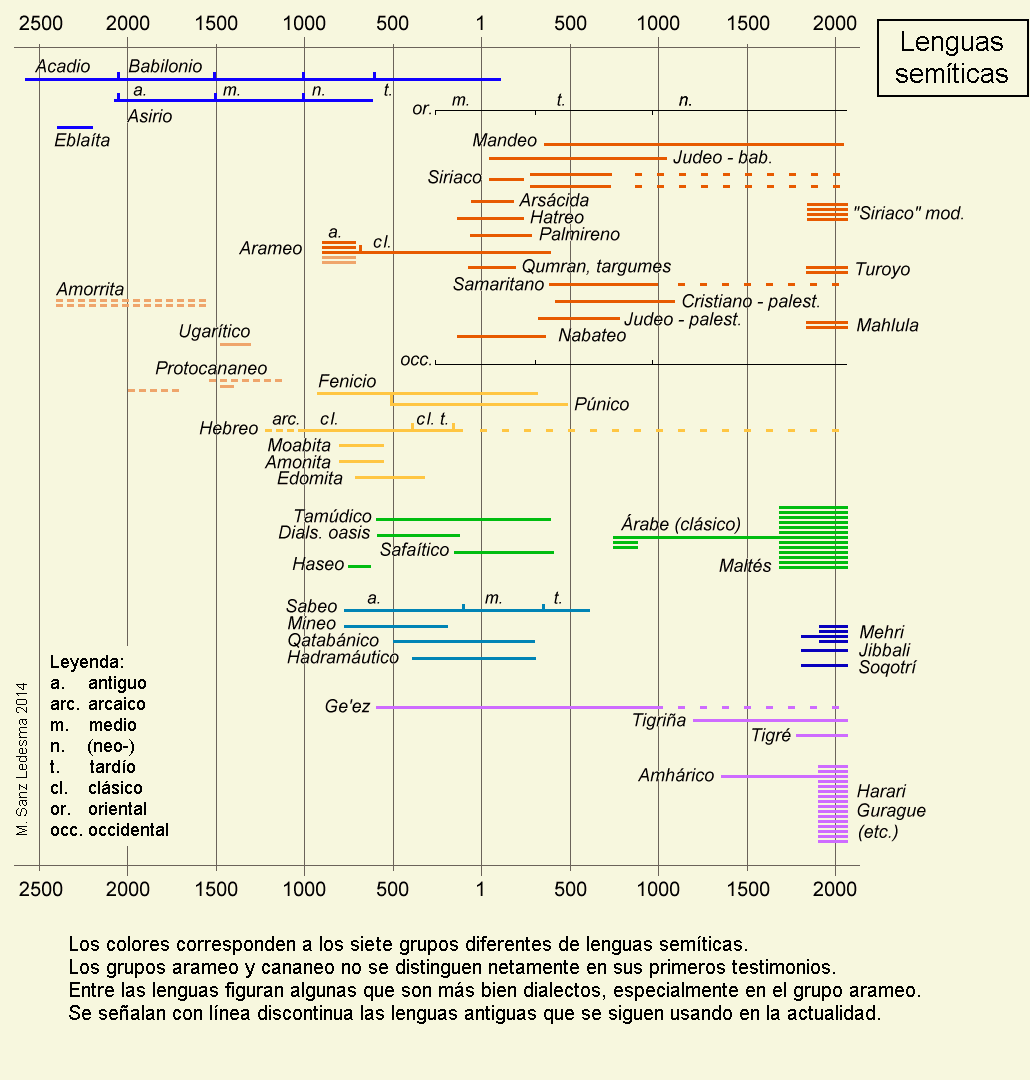
Cronología de las lenguas semíticas

De la familia semítica se conservan registros escritos ininterrumpidos desde el 2500 a. C. hasta el presente, lo que hace de ella la mejor testimoniada históricamente. Compárense los 4500 años de registros de lenguas semíticas con los algo más de 3500 años de textos en lenguas chinas, los 3400 años de textos griegos o los 4000 años que median entre las primeras inscripciones en egipcio antiguo y los últimos textos en copto) que datan del siglo VIII. Los primeros textos semíticos conocidos están escritos en acadio (ca. 2500 a. C.-1600 a. C.), eblaíta (ca. 2400 a. C.), ugarítico (ca. 1400 a. C.-ca. 1185 a. C.), lenguas cananeas (ca. 1200 a. C.), hebreo antiguo (ca. 1100 a. C.-250 d. C.), fenicio-púnico (ca. 1000 a. C.-200 d. C.) y arameo antiguo (900 a. C.-250 d. C.).

## Clasificación

Lenguas semíticas.

Las lenguas semíticas suelen dividirse en tres grandes grupos: orientales (Mesopotamia), occidentales o noroccidentales (Oriente Próximo) y meridionales o sudoccidentales (península arábiga y Cuerno de África).

### Orientales
Todas las lenguas semíticas del grupo oriental están actualmente extintas. A esta rama pertenece la lengua semítica más antigua conocida, el acadio, que se hablaba en zonas del actual Irak. Las más antiguas inscripciones en acadio datan de la primera mitad del tercer milenio antes de Cristo y utilizan la escritura cuneiforme, tomada de los sumerios. Hacia el 2000 a. C., el acadio se fragmentó en dos lenguas diferentes: el babilonio, hablado en el sur de Mesopotamia, y el asirio, hablado en el norte.
Se discute si el eblaíta, lengua hablada en la ciudad de Ebla, en Siria, en el tercer milenio antes de nuestra era, recientemente descubierta, pertenece a este grupo o al de las lenguas occidentales, puesto que parece tener similitudes con ambas ramas.

### Occidentales
La mayor parte de estas lenguas están también extintas. Sobreviven únicamente dos: el hebreo y el arameo. Las lenguas semíticas occidentales conocidas son:
- Ugarítico: se hablaba en la zona de la antigua ciudad de Ugarit, en el Mediterráneo oriental, a mediados del segundo milenio antes de Cristo. Se conocen varios textos en lengua ugarítica, descubiertos en excavaciones arqueológicas a partir de los años veinte. Lengua actualmente extinta.
- Amorrita: se conoce únicamente a través de nombres propios no acadios transmitidos por escribas acadios durante la época de dominio amorrita en Mesopotamia, en el segundo milenio antes de nuestra era.
- Lenguas cananeas: principalmente fenicio, púnico, moabita, edomita, hebreo y amonita. Hay indicios de que el fenicio se hablaba y escribía a mediados del segundo milenio antes de Cristo, aunque solo existen inscripciones en esa lengua a partir del año 1000 a. C., extendidas por todo el Mediterráneo oriental. Del fenicio derivó el púnico, la lengua de los cartagineses, que aún era hablado en el siglo V, según el testimonio de San Agustín. Las lenguas moabita, edomita y amonita se hablaron en el área en torno al Jordán; de estas lenguas existen solo unas pocas inscripciones de la primera mitad del primer milenio antes de nuestra era.

El caso del hebreo es bastante peculiar. La primera inscripción conocida en esta lengua data del año 925 a. C., y muchos de los libros de la Biblia están escritos en dicha lengua. Sin embargo, a partir del siglo IV a. C. sufre la dura competencia del arameo. Se extinguió finalmente en el siglo II, sobreviviendo solo como lengua litúrgica. Fue recuperado con esfuerzo a partir del siglo XIX por los sionistas, que necesitaban una lingua franca para los inmigrantes judíos en Palestina, procedentes de todos los rincones del mundo, y es hoy la lengua oficial del Estado de Israel, con unos ocho millones de hablantes.
- Arameo: documentado desde el 850 a. C., en Siria, se extendió rápidamente por todo el Oriente Próximo, llegando a convertirse en la lingua franca de un extensísimo territorio que se extendía desde Afganistán hasta Egipto. Siguió siendo, en competencia con el griego, el idioma más importante de Oriente Próximo hasta que, tras el advenimiento del islam, fue desplazado por el árabe. Estuvo dividido en varios dialectos, clasificados en dos grandes grupos: arameo occidental y arameo oriental. Uno de los dialectos más destacados, perteneciente al grupo oriental, es el siríaco, lengua litúrgica de varias iglesias cristianas orientales.

El arameo subsiste en la actualidad. Se estima que hay unos 400 000 hablantes de esta lengua, la mayor parte de ellos en el Oriente Próximo.

### Meridionales

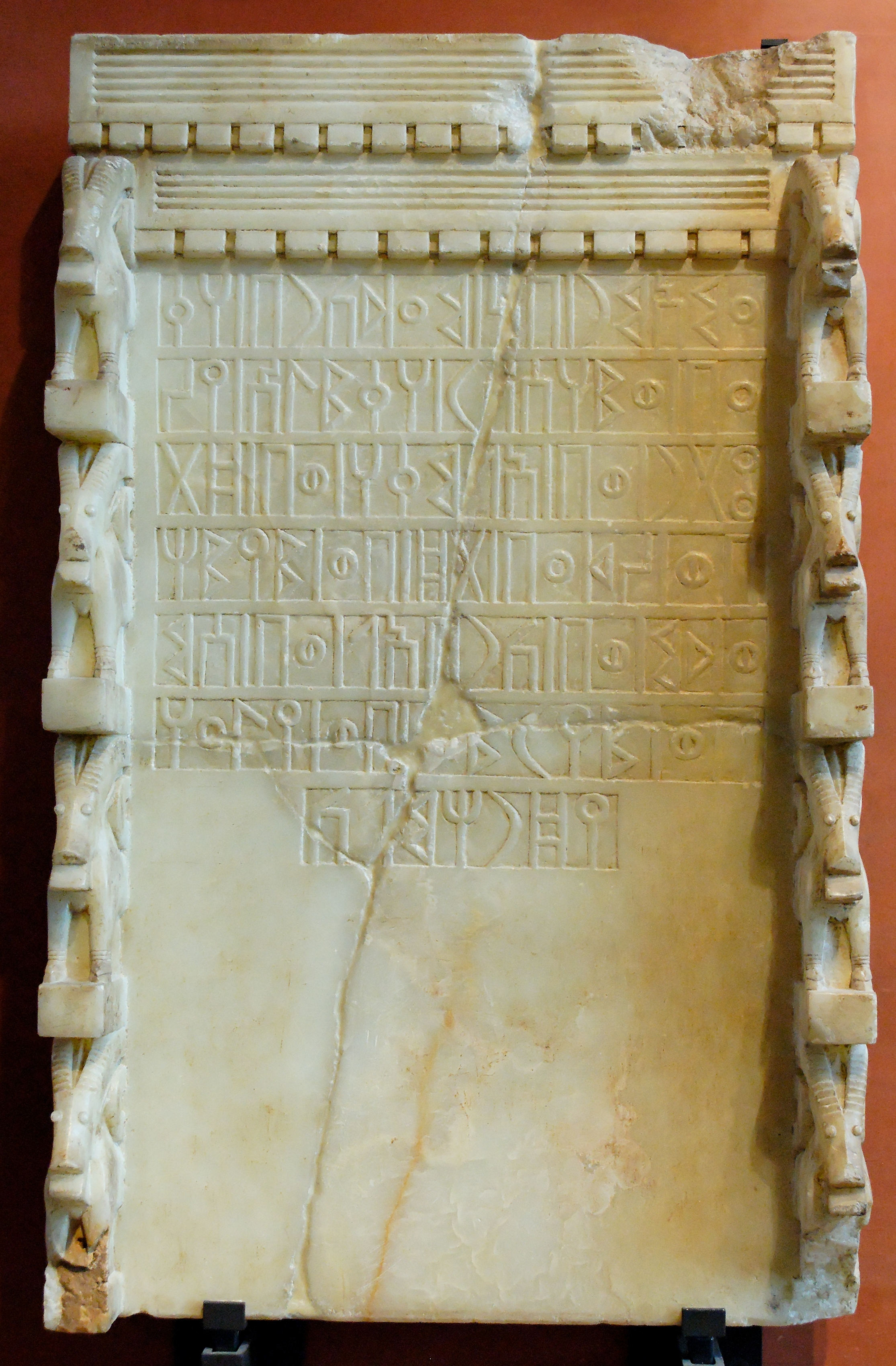
Estela sabea, c. 700 a. C.

El grupo de lenguas semíticas meridionales incluye las lenguas sudarábigas, el árabe y las lenguas etiópicas.

#### Lenguas sudarábigas
- Lenguas sudarábigas epigráficas: cuatro de estas lenguas son conocidas por inscripciones que datan de entre los años 700 a. C. y 500 a. C., encontradas en el sur de la península arábiga. Son el sabeo, el qatabanita, el hadramita y el mineo. Todas están actualmente extintas, y se conocen solo por los restos epigráficos.
- Lenguas sudarábigas modernas: sin relación directa con estas lenguas epigráficas, existen las llamadas lenguas sudarábigas modernas en algunas zonas de los actuales Yemen y Omán y en la isla de Socotra. Son seis lenguas: mehri, harsusi, bathari, hobyot, jibbali y socotrí. Esta última, hablada en Socotra, es la que tiene un número más elevado de hablantes (unos 50 000).

#### Lenguas árabes
El árabe en sus diferentes variedades es, con mucho, la lengua semítica más hablada. Propiamente se puede argumentar que las variedades árabes vernáculas son lenguas diferentes; solo el árabe usado en registros escritos es similar en diversos países, no así el árabe coloquial usado como lengua vernácula. Por esa razón algunos autores consideran que el árabe debe ser clasificado como una macrolengua. En total se calcula que todas las variedades de árabe, suman unos 250 millones de hablantes. Los primeros textos conocidos en árabe datan del siglo IV. La rápida expansión del islam a partir del siglo VII llevó aparejada la difusión de la lengua árabe por una zona muy extensa, que va desde la costa atlántica de África hasta Mesopotamia. Con el tiempo, la lengua se fue fragmentando en dialectos locales, si bien el árabe clásico se mantuvo como lengua escrita y, en la actualidad, se emplea en los medios de comunicación de masas. Los diferentes dialectos vernáculos (Irak, Siria, Líbano, Egipto, Magreb) que constituyen el árabe, difieren bastante del árabe clásico -tanto como el italiano del latín, se ha dicho- y, en muchos casos, no son inteligibles entre sí.
El maltés tiene su origen en una variedad neoárabe muy influida por el siciliano. Desde un punto de vista jurídico, tiene reconocimiento como lengua oficial en Malta y es notablemente divergente del árabe vernáculo del resto de países árabes.

#### Las lenguas etiópicas
Las lenguas etiópicas se dividen en etiópicas septentrionales y etiópicas meridionales.
- Etiópicas septentrionales: ge'ez, tigriña y tigré. El ge'ez, la lengua del antiguo Reino de Aksum, se extinguió como lengua hablada hace varios siglos, pero sigue existiendo como lengua litúrgica de la Iglesia ortodoxa etíope. La lengua tigré es hablada en la actualidad por 0,8 millones de personas, mayoritariamente musulmanas, en Eritrea, a lo largo de la costa del mar Rojo. El tigriña, por último, es la cuarta lengua semítica con mayor número de hablantes (unos 5 millones), repartidos fundamentalmente entre el norte de Etiopía y Eritrea. De este último estado es una de las tres lenguas oficiales.

- Etiópicas meridionales: a este grupo pertenecen varias lenguas, como el kistane (250 000 hablantes), el argobba (40 000), el harari (20 000), las lenguas silte (800 000), entre otras muchas. Por encima de todas destaca el amárico, la segunda lengua semítica más hablada después del árabe, con unos 17 millones de hablantes, y lengua oficial de Etiopía.

## Características comunes

### Fonología
Las lenguas semíticas evolucionaron de una lengua, el protosemítico, que tenía tres vocales breves y tres vocales largas. Gran parte de las lenguas semíticas poseen fricativas faringales y oclusiva glotal. Además la mayoría en el sistema de consonantes suele existir una oposición tripartita: sorda, sonora y "enfática" (donde la realización de esta última varía entre la faringalización, la velarización o la coarticulación glotal).

### Morfología
Los lexemas de las palabras suelen estar constituidos por esqueletos consonánticos, teniendo el esquema vocálico entre las consonantes información gramatical. Entre las raíces consonánticas o lexemas la gran mayoría son de tres consonantes. Tienen un sistema de infijos muy desarrollado (los patrones vocálicos son una forma de infijación de hecho).

### Comparación léxica
Los numerales en diferentes lenguas semíticas son:
| GLOSA | Semítico oriental | Semítico central | Semítico central | Semítico central | Semítico central      | Semítico central      | Semítico meridional | Semítico meridional | Semítico meridional   | Semítico meridional    | Semítico meridional  | PROTO- SEMÍTICO |
| GLOSA | Semítico oriental | Noroccidental    | Noroccidental    | Arábigo          | Arábigo               | Arábigo               | Sudarábigo          | Sudarábigo          | Etiópico              | Etiópico               | Etiópico             | PROTO- SEMÍTICO |
| GLOSA | Akkadio           | Hebreo clásico   | Arameo clásico   | Árabe clásico    | Árabe egipcio         | Árabe marroquí        | Antiguo sudaráb.    | Mehri               | Tigré                 | Tigriña                | Ge'ez clásico        | PROTO- SEMÍTICO |
| ----- | ----------------- | ---------------- | ---------------- | ---------------- | --------------------- | --------------------- | ------------------- | ------------------- | --------------------- | ---------------------- | -------------------- | --------------- |
| '1'   | ištēn(um)         | ʔeħád            | ḥd (m)/ ḥdh (f)  | wāħid(un)        | wāɦid (m) / waɦda (f) | waħed (m) / weħda (f) | ʔḥd (m)/ ʔḥt (f)    | t̩ɑ̄t                 | woro (m)/ worot (f)   | ħadə (m)/ ħanti(t) (f) | aħädu (m)/ aħati (f) | *ħad-           |
| '2'   | šinā              | šənayim          | tryn             | ʔiθnān(i)        | ʕitnēn                | tnayn ~ tnin          | θny                 | θroh                | kɨlʔot (m)/ kɨlʔe (f) | kɨltə                  | kɨlʔe(tu)            | *θin-           |
| '3'   | šalāš(um)         | šəlōš            | tlθ              | θalāθa(tun)      | talāta                | tlata                 | θlθ                 | ɬɑ̄θɑyt              | sələs                 | sələstə                | säläs(tu)            | *śalāθ          |
| '4'   | erb(ûm)           | ʔárbāʕa          | ʔrbʕh            | ʔarbaʕa(tun)     | arbaʕa                | ṛebʕa                 | ʔrbʕ                | ərbōt               | ʔarbaʕ                | ʔarbaʕas(tə)           | arbaʕ(tu)            | *ʔarbaʕ         |
| '5'   | ḫamš(um)          | ħamiššá          | ḥmšh             | ḫamsa(tun)       | ḫamsa                 | ḫemsa                 | ħmš                 | ḫəmmōh              | ħamɨs                 | ħamuš(tə)              | ħämɨs(tu)            | *ḫamš-          |
| '6'   | šešš(um)          | šiššá            | (ʔ)šth           | sitta(tun)       | sitta                 | setta                 | šdθ                 | yətēt               | sɨs                   | šudɨš(tə)              | sɨdɨs(tu)            | *šidθ           |
| '7'   | seb(ûm)           | šivʕá            | šbʕh             | sabʕa(tun)       | sabʕa                 | sebʕa                 | šbʕ                 | yəbɑyt              | sabuʕ                 | šabʕa(tə)              | säbʕä(tu)            | *šabʕa          |
| '8'   | samānûm           | šəmōná           | tmnhyh           | θamāniya(tun)    | tamanya               | tmenya                | θmny                | θəmənit             | samaːn                | səmantə                | sämäntu              | *θamān-         |
| '9'   | tišûm             | tišá             | tšʕh             | tisʕa(tun)       | tisʕa                 | tesʕud                | tšʕ                 | sɑ̄t                 | sɨʕ                   | tɨšʕatə                | tɨšʕätu              | *tišʕ-          |
| '10'  | ešer(um)          | ʔasār            | ʕšrh             | ʔašara(tun)      | ʕašr̩a                 | ʕešṛa                 | ʕśr                 | ʔɑ̄ɬərīt             | ʕasɨr                 | ʕasər(tə)              | ʕäsɨr(tu)            | *ʕaśr           |